# Christa Wiese
Christa Wiese (ur. 25 grudnia 1967 w Templinie) – niemiecka lekkoatletka specjalizująca się w pchnięciu kulą. W czasie swojej kariery reprezentowała Niemiecką Republikę Demokratyczną.

## Sukcesy sportowe
- brązowa medalistka halowych mistrzostw świata w pchnięciu kulą – Budapeszt 1989[1]
- brązowa medalistka mistrzostw NRD w pchnięciu kulą – 1990[2]
- dwukrotna medalistka halowych mistrzostw NRD w pchnięciu kulą – srebrna (1989) oraz brązowa (1990)[3]

## Rekordy życiowe
- pchnięcie kulą – 20,00 – Schwerin 31/05/1989
- pchnięcie kulą (hala) – 20,50 – Senftenberg 12/02/1989